# Saint-Jouvent
Saint-Jouvent (okzitanisch: Sent Jauvenç) ist eine französische Gemeinde mit 1.630 Einwohnern (Stand: 1. Januar 2022) im Département Haute-Vienne in der Region Nouvelle-Aquitaine. Sie gehört zum Kanton Couzeix im Arrondissement Limoges.

## Geografie
Saint-Jouvent liegt etwa 17 Kilometer nordnordwestlich von Limoges. Der Fluss Glane entspringt hier. Umgeben wird Saint-Jouvent von den Nachbargemeinden Nantiat im Nordwesten und Norden, Thouron im Norden und Nordosten, Compreignac im Nordosten, Bonnac-la-Côte im Osten, Chaptelat im Südosten und Süden, Nieul im Südwesten sowie Peyrilhac im Westen.
Am Westrand der Gemeinde verläuft die Route nationale 147. 

## Bevölkerungsentwicklung
| Jahr                       | 1962 | 1968 | 1975 | 1982 | 1990 | 1999 | 2006 | 2012 | 2020 |
| Einwohner                  | 799  | 809  | 871  | 1048 | 1292 | 1388 | 1563 | 1639 | 1658 |
| Quellen: Cassini und INSEE |      |      |      |      |      |      |      |      |      |

## Sehenswürdigkeiten
- Kirche Saint-Gaudens
- Schloss Boisse, 1898 bis 1901 erbaut

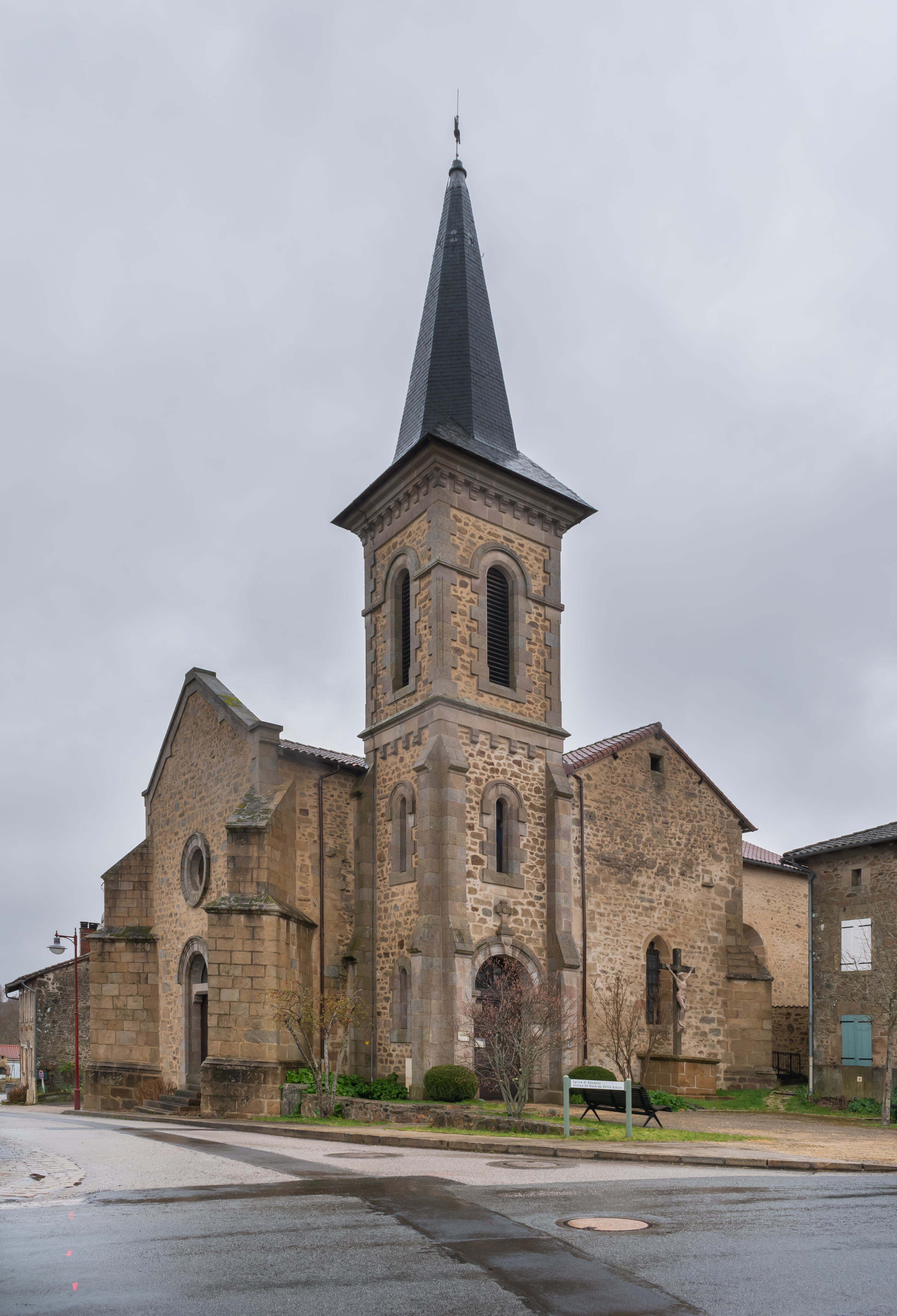
Kirche Saint-Gaudens
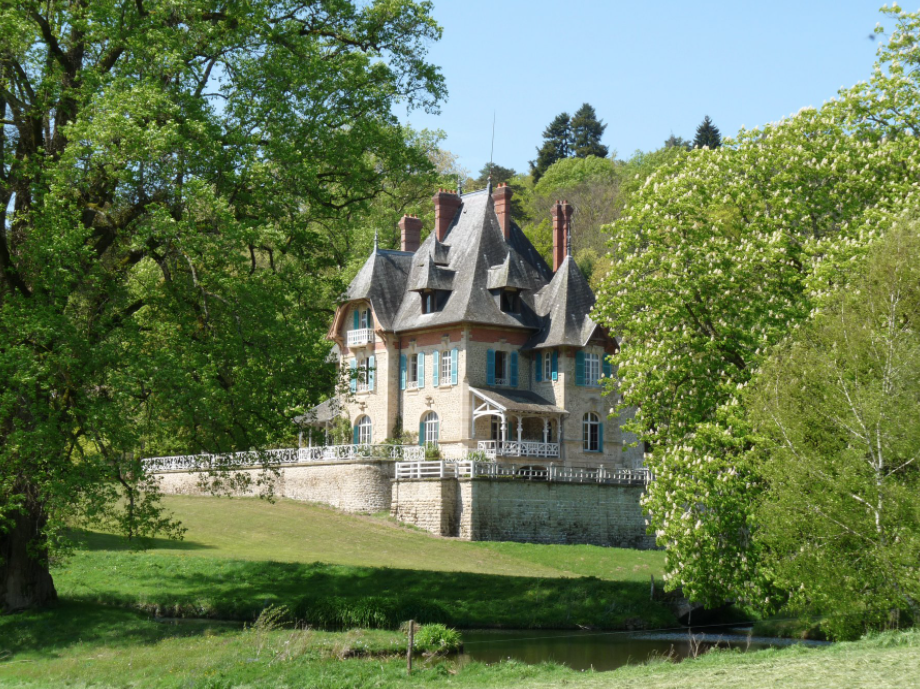
Schloss Boisse